# Senryū shōjo
Senryū shōjo (川柳少女? lett. "La ragazza delle poesie"), conosciuto anche con il titolo in lingua inglese Senryu Girl, è un manga di tipo yonkoma, scritto e disegnato da Masakuni Igarashi e serializzato su Weekly Shōnen Magazine di Kōdansha dal 17 aprile 2017. Dall'opera è stata tratta una serie animata, a cura dello studio Connect e trasmessa dal 6 aprile al 22 giugno 2019.

## Trama
Nanako Yukishiro è una ragazza che per comunicare quello che prova usa soltanto particolari poesie, dei senryū scritti su biglietti di carta. La giovane viene poi a conoscenza di Eiji Busujima, un ragazzo che sotto una cattiva reputazione nasconde un animo sensibile e che entra a fare parte con lei del circolo di letteratura del suo liceo. Questo porterà i due ragazzi a conoscersi meglio, tanto da farli sentire attratti l'uno dall'altra.

## Media

### Manga
La serializzazione di Senryū shōjo, opera scritta e disegnata da Masakuni Igarashi, è iniziata il 19 ottobre 2016 sul numero 47 del Weekly Shōnen Magazine di Kōdansha; i disegni sono organizzati secondo il formato yonkoma. A partire dal 17 aprile 2017 l'opera è pubblicata anche in formato tankōbon. Il tredicesimo ed ultimo tankōbon è previsto per il 17 giugno 2020, mentre il 18 marzo 2020 l'autore della serie ha annunciato tramite il proprio account Twitter che alla conclusione della serie mancano soltanto sei capitoli. Nel dicembre 2018 è stato pubblicato un capitolo crossover con la serie Kanojo, okarishimasu di Reiji Miyajima, anch'essa serializzata in contemporanea sullo Weekly Shōnen Magazine.

#### Volumi
| Nº | Data di prima pubblicazione | Data di prima pubblicazione                                                           | Data di prima pubblicazione |
| Nº | Giapponese                  | Giapponese                                                                            |                             |
| -- | --------------------------- | ------------------------------------------------------------------------------------- | --------------------------- |
| 1  | 17 aprile 2017              | ISBN 978-4-06-395885-0                                                                |                             |
| 2  | 17 luglio 2017              | ISBN 978-4-06-510061-5                                                                |                             |
| 3  | 17 ottobre 2017             | ISBN 978-4-06-510309-8                                                                |                             |
| 4  | 16 febbraio 2018            | ISBN 978-4-06-510968-7                                                                |                             |
| 5  | 15 giugno 2018              | ISBN 978-4-06-511619-7                                                                |                             |
| 6  | 14 settembre 2018           | ISBN 978-4-06-512603-5                                                                |                             |
| 7  | 17 dicembre 2018            | ISBN 978-4-06-513485-6                                                                |                             |
| 8  | 15 marzo 2019               | ISBN 978-4-06-514442-8                                                                |                             |
| 9  | 17 giugno 2019              | ISBN 978-4-06-515310-9 (edizione regolare) ISBN 978-4-06-515236-2 (edizione limitata) |                             |
| 10 | 17 luglio 2019              | ISBN 978-4-06-515691-9 (edizione regolare) ISBN 978-4-06-515237-9 (edizione limitata) |                             |
| 11 | 17 ottobre 2019             | ISBN 978-4-06-516448-8 (edizione regolare) ISBN 978-4-06-515238-6 (edizione limitata) |                             |
| 12 | 17 febbraio 2020            | ISBN 978-4-06-518171-3                                                                |                             |
| 13 | 17 giugno 2020              | ISBN 978-4-06-518850-7                                                                |                             |

### Anime

La protagonista, Nanako Yukishiro, in una scena della serie animata.

L'annuncio ufficiale della produzione di una serie animata basata su Senryū shōjo è stato dato il 12 dicembre 2018; per l'occasione, Kōdansha ha anche creato un sito ufficiale e un profilo Twitter interamente dedicato all'opera. L'animazione è stata eseguita dallo studio Connect; la sceneggiatura e la regia dell'anime furono a cura di Masato Jinbo, mentre la progettazione dei personaggi di Maki Hashimoto. Senryū shōjo è stato trasmesso in Giappone tra il 6 aprile e il 22 giugno 2019 su Tokyo Broadcasting System, Mainichi Broadcasting System e, infine, su BS-TBS, all'interno del contenitore Animeism. Gli episodi trasmessi sono poi stati raccolti in tre cofanetti Blu-ray e DVD.

La canzone di apertura della serie, Kotonoha no omoi (コトノハノオモイ?), è stata interpretata da Sonoko Inoue; quella di chiusura, Ordinary Love, è stata invece eseguita da Rikako Aida.
| Nº | Titolo italiano (traduzione letterale) Giapponese 「Kanji」 - Rōmaji                                | In onda        | In onda |
| Nº | Titolo italiano (traduzione letterale) Giapponese 「Kanji」 - Rōmaji                                | Giapponese     |         |
| 1  | La ragazza 5-7-5 「五七五系女子」 - Go shichi go-kei joshi                                          | 6 aprile 2019  |         |
| 2  | La dieta di Nanako 「七々子のダイエット」 - Nanako no daietto                                       | 13 aprile 2019 |         |
| 3  | Andiamo al parco divertimenti! 「遊園地に行こう」 - Yūenchi ni ikō                                  | 20 aprile 2019 |         |
| 4  | La ragazza tessitrice 「キャンバス少女」 - Kyanbasu shōjo                                           | 27 aprile 2019 |         |
| 5  | La ragazza chiromante 「占い少女」 - Uranai shōjo                                                   | 4 maggio 2019  |         |
| 6  | La crisi adolescenziale di Nanako 「七々子の反抗期」 - Nanako no hankōki                            | 11 maggio 2019 |         |
| 7  | Nanako e le sette meraviglie della pioggia 「七々子と雨の七不思議」 - Nanako to ame no nana fushigi | 18 maggio 2019 |         |
| 8  | Se Nanako si mette il costume… 「七々子が水着に着替えたら」 - Nanako ga mizugi ni kigaetara         | 25 maggio 2019 |         |
| 9  | Eiji e il padre di Nanako 「エイジと七々子のお父さん」 - Eiji to Nanako no otōsan                   | 1º giugno 2019 |         |
| 10 | Nanako, le lucciole e la prova di coraggio 「七々子と蛍と肝試し」 - Nanako to hotaru to kimodameshi | 8 giugno 2019  |         |
| 11 | Guardare i fuochi d'artificio con te 「あなたと花火を」 - Anata to hanabi o                         | 15 giugno 2019 |         |
| 12 | Nanako ed Eiji 「七々子とエイジ」 - Nanako to Eiji                                                  | 22 giugno 2019 |         |

## Accoglienza
Senryū shōjo ha partecipato al Next Manga Award (次にくるマンガ大賞?, Tsugini kuru manga taishō), organizzato dalla rivista Da Vinci della casa editrice Media Factory e dal sito internet Niconico; l'opera è stata inserita nella categoria "fumetti" e si è classificata alla sedicesima posizione su venti. Al mese di febbraio 2019, sono state vendute oltre 600 000 copie del manga.